# Piotr Adamczyk (samorządowiec)
Piotr Adamczyk (ur. 13 czerwca 1973 w Łodzi) – polski samorządowiec, przedsiębiorca i pedagog, w latach 2019–2024 wicemarszałek województwa łódzkiego.

## Życiorys
Syn Leonarda i Leokadii. Ukończył studia z pedagogiki opiekuńczo-wychowawczej z terapią pedagogiczną. Kształcił się też podyplomowo w zakresie planowania i zarządzania w ochronie zdrowia. Pracował jako animator i wychowawca młodzieży w Stowarzyszeniu Oratorium i SL SALOS przy łódzkiej parafii św. Teresy. Przez ponad 10 lat prowadził działalność gospodarczą w zakresie usług informatycznych.
W 2005 wstąpił do Prawa i Sprawiedliwości, pełnił m.in. funkcje wiceprzewodniczącego struktur partii w Łodzi i okręgu. W 2006 i 2010 zdobywał miejsce w łódzkiej radzie miejskiej. W 2014, 2018 i 2024 uzyskiwał mandat radnego sejmiku łódzkiego V i VI kadencji. Zarówno w miejskim, jak i w wojewódzkim samorządzie obejmował funkcję szefa klubu radnych PiS. W 2011 był kandydatem do Senatu w okręgu nr 24 (zajął 2 miejsce na 4 kandydatów). W 2015, 2019 i 2023 bezskutecznie kandydował do Sejmu w okręgu nr 9 (zdobył odpowiednio 2016 i 3420 głosów). 25 września 2019 wybrany na stanowisko wicemarszałka województwa łódzkiego w miejsce Grzegorza Wojciechowskiego, który zrezygnował z funkcji. Zakończył pełnienie funkcji 11 czerwca 2024 wraz z całym zarządem.
Jest żonaty, ma czworo dzieci.